# فرانسیا رائیسا
فرانسیا رائیسا آلمندارِز (به انگلیسی: Francia Raisa؛ زادهٔ ۲۶ ژوئیه ۱۹٨۸) یک هنرپیشه اهل ایالات متحده آمریکا است. وی از سال ۲۰۰۴ میلادی تاکنون مشغول فعالیت بوده‌است.
از فیلم‌ها یا برنامه‌های تلویزیونی که وی در آن‌ها نقش داشته‌است می‌توان به زندگی مخفی نوجوان آمریکایی، سی‌اس‌آی، آن را روشن کنید و دبلیودبلیوئی راو اشاره نمود. او در سال ۲۰۱۷ یکی از کلیه‌های خود را به سلنا گومز خواننده آمریکایی که از دوستان نزدیک او به‌شمار می‌رود اهدا کرد.